# فرودگاه کالینینگراد چکالوسک
فرودگاه کالینینگراد چکالوسک (به انگلیسی: Kaliningrad Chkalovsk) یک فرودگاه نظامی است که یک باند فرود بتن دارد و طول باند آن ۲۹۸۵ متر است. این فرودگاه در شهر کالینینگراد کشور روسیه قرار دارد و در ارتفاع ۵۰ متری از سطح دریا واقع شده است.